# Louise Weber
Louise Joséphine Weber, meglio nota col nome d'arte di "La Goulue" (in italiano "La Golosa") e negli ultimi anni come "madame Louise" (Clichy, 12 luglio 1866 – Parigi, 29 gennaio 1929), è stata una ballerina francese, ritenuta universalmente la madrina inventrice delle mosse del can-can francese e segno distintivo dell'epoca d'oro fin de siècle del Moulin Rouge, locale a cui dovette gran parte della propria fama.

## Biografia

### I primi anni
Louise Joséphine Weber nacque il 12 luglio 1866 alle 3:00 del mattino a Clichy-la-Garenne, da Madelaine Courtade, che svolgeva la professione di lavandaia ed era anch'essa di origini alsaziane, della città di Wissembourg, e Dagobert Weber, carpentiere originario di Geispolsheim, nella regione del Basso Reno.
Trascorse gran parte della sua infanzia a Clichy-la-Garenne, nella casa dei genitori al n.1 di rue Martre, affiancata dal fratello e dalla sorella. Nel 1869, sua madre abbandonò il tetto coniugale lasciando il marito solo a crescere i tre figli, ricostruendosi una vita con un altro uomo da cui ebbe anche un'ulteriore figlia a cui Louise fu sempre idealmente legata, ma di cui non riuscì ad avere tracce né a ricreare un legame per quanti sforzi fece.

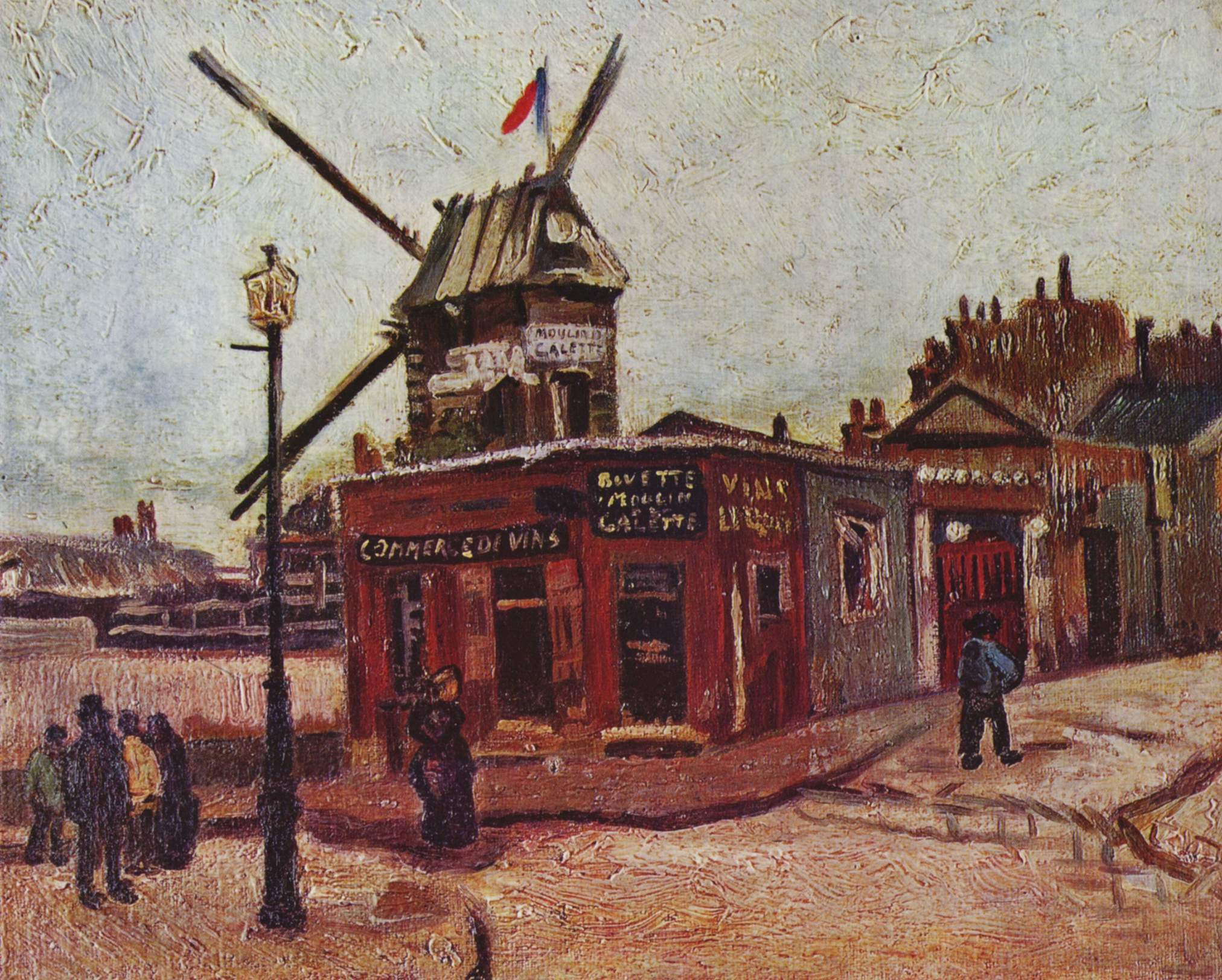
Il Moulin de la Galette, primo palcoscenico dove lavorò "La Goulue", qui in un dipinto di Vincent van Gogh del 1886

Spiccatamente dotata per il ballo e lo spettacolo, debuttò a soli sei anni all'Élysée Montmartre ad una rappresentazione per bambini patrocinata da Victor Hugo e dalla contessa Céleste Mogador, quest'ultima anch'ella attrice. Proseguì la sua educazione in un istituto religioso dove venne relegata dopo che suo padre, richiamato alle armi nel corso della guerra franco-prussiana del 1870, era rimasto pesantemente ferito e mutilato di entrambe le gambe (morirà nel 1873). Nel 1874 si trasferì a Saint-Ouen dove visse con suo zio Georges.
Perse la propria verginità a tredici anni con un soldato. Nel 1882, a 16 anni, andò a convivere con Edmond, un suo amico, in rue Antoinette a Montreuil. Rientrò nuovamente a Parigi dove iniziò a frequentare di sera il Moulin de la Galette. Nel 1884, convisse in boulevard Ornano con un altro amico, Charlot; di giorno lavorava come lavandaia in rue Neuve-Notre-Dame per mantenersi, ma svolse anche altre professioni parallele come, la modella per pittori e fotografi, ed in particolare lavorò con Victor Noir, al n.11 di place Pigalle, ed anche per Pierre-Auguste Renoir. Nel mondo dello spettacolo, ad ogni modo, Louise Weber divenne nota grazie a Charles Desteuque, un giornalista che scriveva per la rivista Gil Blas dove aveva una rubrica riservata alla promozione degli eventi mondani. Nel 1885 risiedette per qualche tempo presso Gaston Goulu Chilapane nel suo hôtel particulier in avenue du Bois (dal 1929 avenue Foch). Inizialmente intraprese la carriera del circo, esibendosi in un numero del "cirque Fernando" come danzatrice, dove venne notata dalle coreografe e ballerine Grille d'Égout e Céleste Mogador che le consigliarono di provare a debuttare sul palcoscenico del Moulin de la Galette ed all'Élysée-Montmartre, come pure a Montparnasse, al bar Bullier ed alla Closerie des Lilas.

### La star del Moulin Rouge

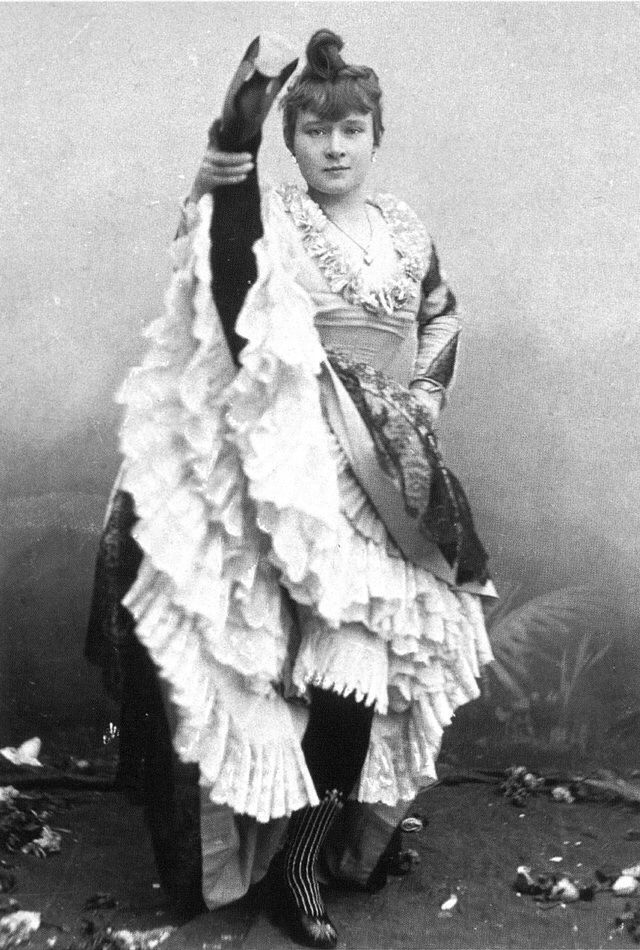
"La Goulue" al Moulin Rouge col tipico costume del can-can

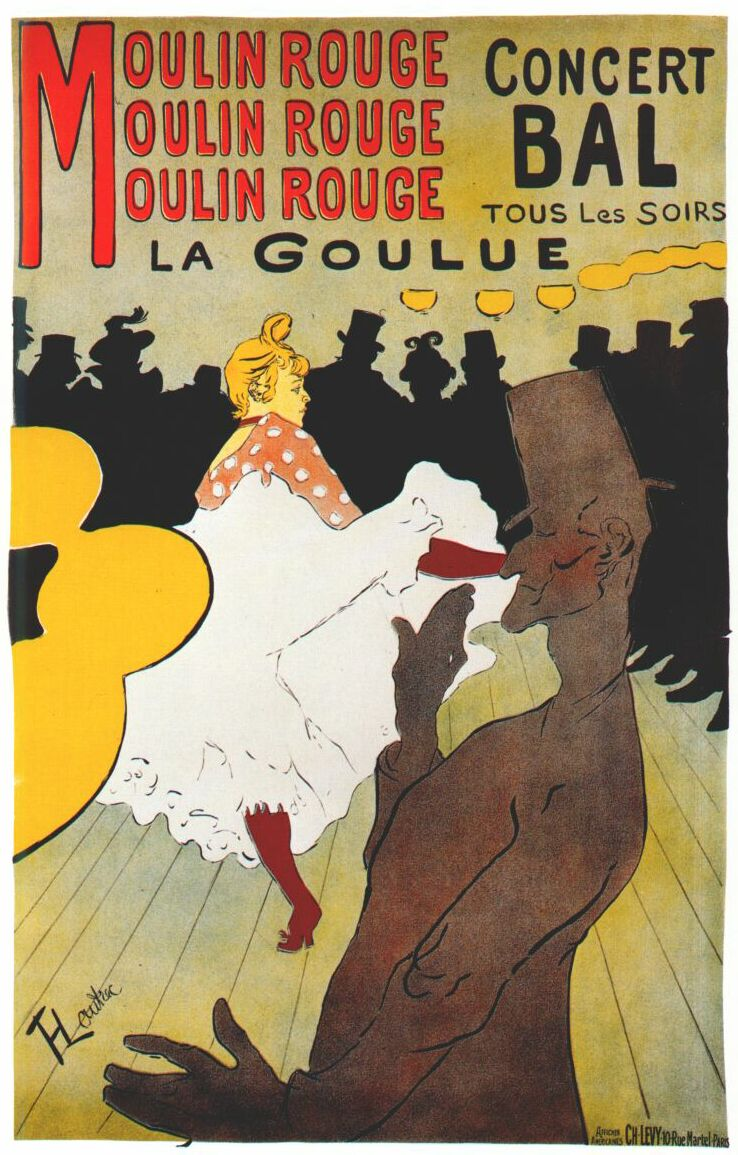
Affiche di Henri de Toulouse-Lautrec del 1891 che pubblicizza il Moulin Rouge e la sua grande vedette, "La Goulue", in compagnia (in silhouette in primo piano) del suo partner di esibizioni, Valentin le Désossé

Louise Weber iniziò quindi a lavorare stabilmente al Moulin de La Galette, una sala da ballo ricavata dentro un vecchio mulino in legno. Il nome originario era tratto dalla specialità culinaria della casa: gallette inzuppate nel vino.
Henry de Toulouse-Lautrec, abituale frequentatore del locale, fece amicizia con la Weber e nel 1891 la persuase ad abbandonare il Moulin de La Galette per un nuovo locale sorto due anni prima, il Moulin Rouge. Per l'occasione Toulouse-Lautrec disegnò e fece stampare il famoso manifesto con la ritrae mentre balla il can-can e che fu l'inizio di una profonda amicizia tra i due. Come ebbe poi a commentare l'attrice Arletty, "fu La Goulue a ispirare Lautrec!".
In lei credettero Oller e Charles Zidler, proprietari e fondatori del Moulin Rouge, che fecero del can-can il segno distintivo dell'intero locale e che contribuirono ad identificare "La Goulue" come la madrina della nascita di questo ballo. Questa danza innovativa, derivata dalla quadriglia, era particolarmente apprezzata dal pubblico maschile presente in sala per il turbinio di gonne a volant che lasciavano intravedere la culotte delle ballerine; la strategia della Weber era poi quella di sfruttare la punta dei piedi per far volare i cappelli dei clienti più curiosi che si avvicinavano troppo a lei. Fu in questo periodo che si guadagnò il curioso soprannome di "La Goulue" (La Golosa), non tanto come sostenuto da alcune fonti per il suo supposto appetito sessuale, quanto per la sua passione per il cibo che l'accompagnò per tutta la vita e la travolgerà definitivamente negli ultimi anni della sua esistenza; per questa passione sbocconcellava dai piatti degli avventori presenti in sala prima, durante e dopo le sue esibizioni.

Nelle sue Chroniques du Diable, al capitolo denominato "Le trottoir au théâtre", Octave Mirbeau fece un curioso ritratto letterario de "La Goulue":
Il 26 ottobre 1890 venne in visita al locale l'allora principe di Galles e futuro Edoardo VII d'Inghilterra (figlio della celebre regina Vittoria) il quale, in una sua visita privata a Parigi, prenotò un tavolo per vedere la celebre quadriglia del can-can la cui reputazione aveva già travalicato la Manica. Riconoscendolo, "La Goulue", si pose a danzare davanti a lui dicendo spontaneamente "Hey, Galles, si paga lo champagne eh!".
Al Moulin Rouge, la Weber si esibiva da sola o in coppia col celebre ballerino Valentin le Désossé col quale venne sovente anche ritratta. La sua bravura divenne tale che nel 1893 Joseph Oller la chiamò ad inaugurare il teatro dell'Olympia da lui fondato in quello stesso anno.
Oltre alla sua carriera come ballerina, a Montmartre incontrò nuovamente Pierre-Auguste Renoir per il quale posò come modella. Achille Delmaet, compagno di Marie-Juliette Louvet, che in seguito diventerà particolarmente celebre a Parigi, scattò diverse foto di nudo alla "Goulue" che contribuirono ad aumentare la sua fama nella società bohémien dell'epoca. Le fece un ritratto il pittore Louis Anquetin che oggi si trova al Musée des beaux-arts de Quimper.

### Il declino e gli ultimi anni

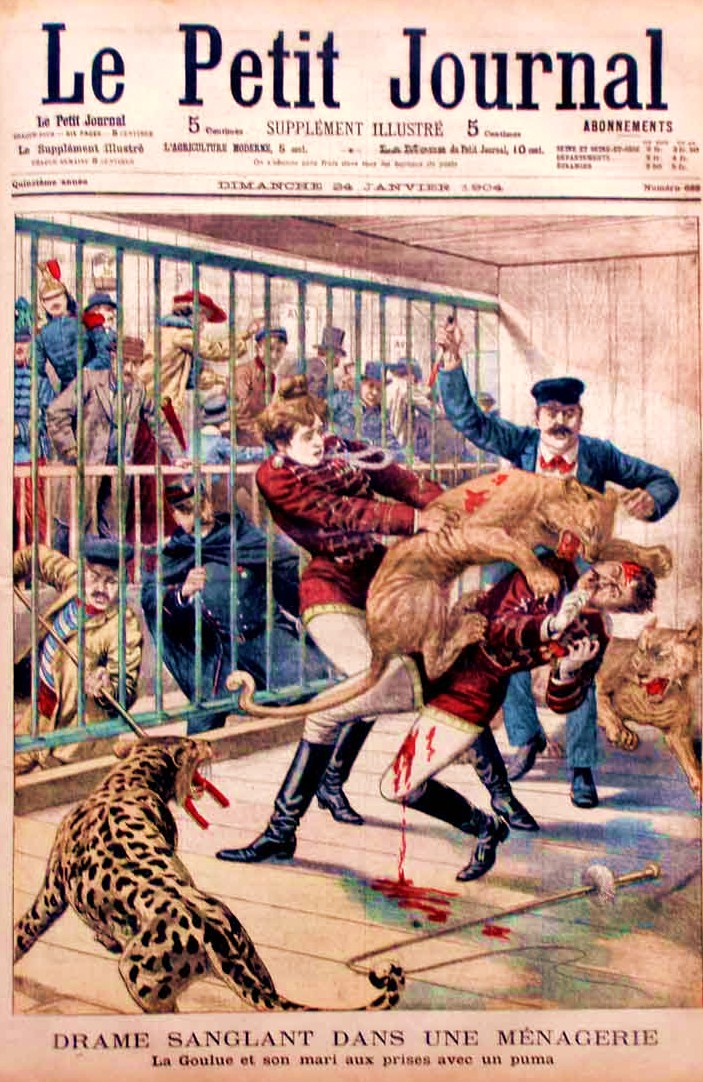
"La Goulue" e suo marito attaccati da un puma nell'incidente del 24 gennaio 1904 riportato da Le Petit Journal dell'epoca

Ricca e celebrata, nel fiore della sua carriera artistica, nel 1895 Louise Weber prese la sconsiderata decisione di lasciare il Moulin Rouge per tornare ad intraprendere la carriera nel mondo del circo, impresa che inizialmente le portò qualche successo, ma che in seguitò si rivelò un triste fallimento per l'artista del varietà che si era illusa che il pubblico del Moulin Rouge continuasse a seguirla anche su nuovi palcoscenici, per così dire "meno nobili". Il 6 aprile di quello stesso anno chiese a Lautrec di realizzare alcuni pannelli decorativi per ornare un suo padiglione di danza. Sempre in quell'anno, a dicembre, "La Goulue", che era dichiaratamente bisessuale, diede alla luce il suo unico figlio Simon (1895-1923), da un uomo rimasto sconosciuto ("un principe" diceva lei), che adottò pertanto il suo cognome.
Il 10 maggio 1900 si sposò col prestigiatore Joseph-Nicolas Droxler, il quale dopo il matrimonio con "La Goulue" si dedicò alla carriera di domatore di belve. Le coppia prese residenza al n.112 di boulevard de Rochechouart a Parigi. Ella stessa decise di intraprendere la carriera di domatrice a seguito del marito e pertanto iniziò a prendere parte ai principali raduni circensi di Francia come la fête à Neu-Neu e la foire du Trône. Il 24 gennaio 1904 la Weber e suo marito vennero attaccati durante uno spettacolo da delle belve feroci (puma o leoni a seconda delle fonti) che erano parte della scenografia realistica di uno spettacolo che li vedeva entrambi impegnati a domare delle fiere: dopo questo traumatico evento, Louise decise di abbandonare per sempre la carriera di domatrice e ritornò al suo vecchio amore per il teatro, relegandosi però nei piccoli teatri della Francia, ritirandosi per sempre dalle grandi scene parigine e mantenendo degli spettacoli unicamente al Théâtre des Bouffes du Nord, nella parte settentrionale della capitale. Nel 1914 suo marito, dal quale era sul punto di divorziare, morì in guerra. Nel 1923 morì anche suo figlio Simon (soprannominato "Bouton d'or"), che da poco l'aveva resa nonna di una bambina, Marthe. A quel punto "La Goulue" cadde in depressione, e dissipata la fortuna guadagnata col suo lavoro, iniziò a vagabondare.

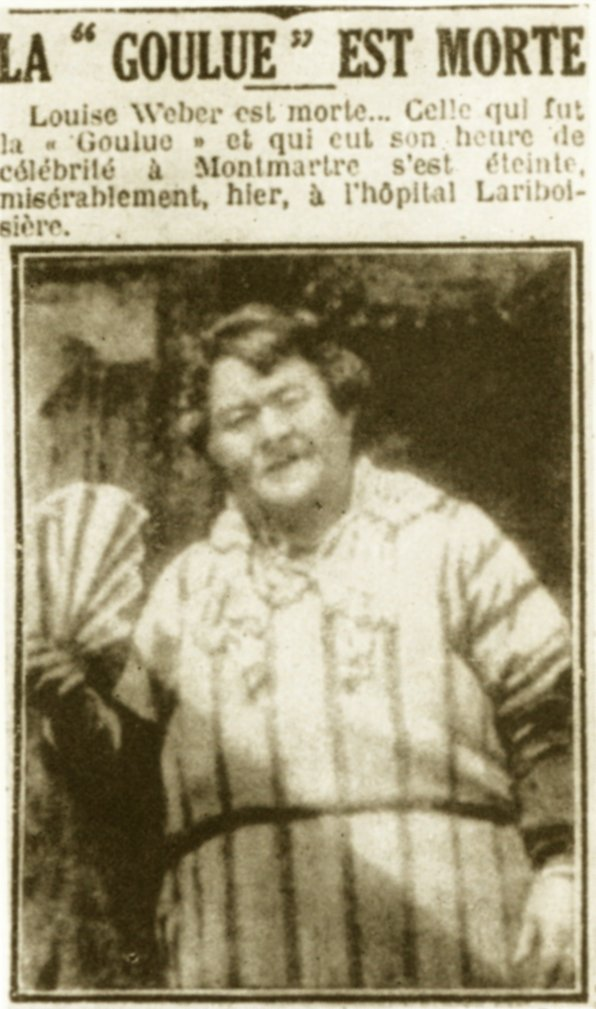
Articolo della stampa parigina che annuncia la morte della "Goulue"

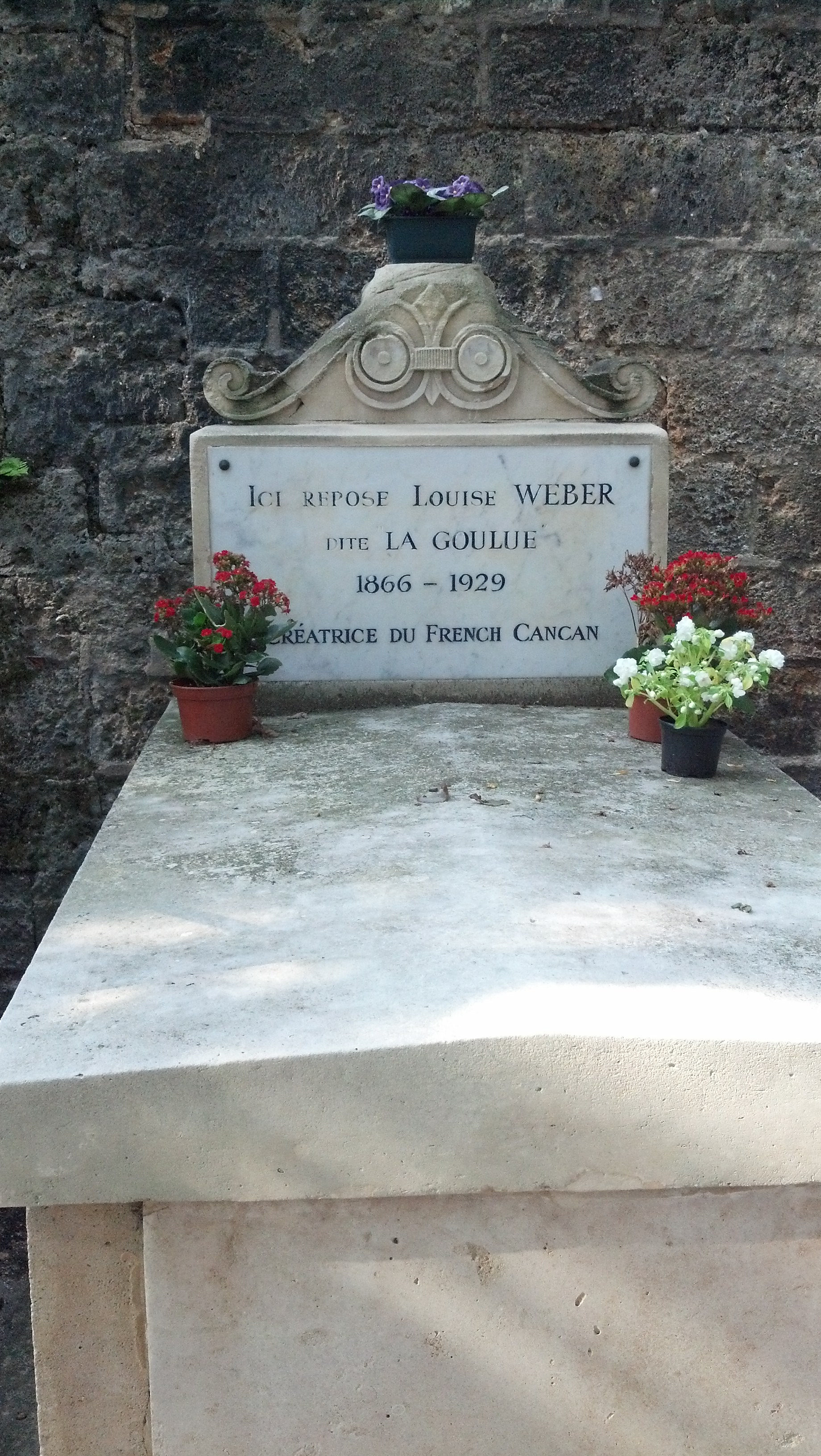
La tomba della "Goulue" al cimitero di Montmartre. L'iscrizione in francese riporta: QUI RIPOSA LOUISE WEBER DETTA "LA GOULUE" 1866 - 1929 CREATRICE DEL CAN-CAN FRANCESE

Visse gli ultimi anni in una piccola roulotte stabilmente posta al n. 59 di rue des Entrepôts durante il periodo primaverile ed estivo, mentre in inverno si spostava nella zona di Montmartre, nei pressi del cabaret La Cigale; prese anche a dismettere l'uso del suo nome d'arte, preferendogli un più semplice "madame Louise". Per il piacere di rincontrare ancora il "bel mondo" sovente si portava davanti all'entrata del Moulin Rouge dove nostalgicamente in molti la ricordavano come grande attrice di spettacolo e dove, per mantenersi, vendeva sigarette, fiammiferi e noccioline in un angolo della strada, raccogliendo cani e gatti randagi a farle compagnia. Al Moulin Rouge la sua figura era stata sostituita dal nuovo astro nascente di una nuova epoca di divertimenti parigini, Mistinguett.
Jean Gabin e Maurice Chevalier in diverse occasioni la fecero tornare sul palco del Moulin Rouge per i più nostalgici, ma la sua storia era ormai avviata al tramonto. Nel 1928, Georges Lacombe la filmò nella sua opera La Zone dove però appare ormai già vecchia e malata.
Sofferente di idropisia e fiaccata dall'alcolismo e dall'obesità, "La Goulue" ebbe un attacco di apoplessia e dopo dieci giorni d'agonia morì ingloriosamente all'hôpital Lariboisière il 29 gennaio 1929. Venne sepolta nel cimitero parigino di Pantin, alla presenza di Pierre Lazareff in rappresentanza della direzione artistica del Moulin Rouge. Grazie ad un suo discendente, Michel Souvais (figlio di Marthe), venne esumata nel 1992 e l'allora sindaco di Parigi e futuro presidente della repubblica francese, Jacques Chirac, ne ordinò il trasferimento al cimitero di Montmartre dove riposa in una tomba, a lei dedicata, nel camposanto del quartiere degli artisti dove visse gran parte della sua vita e dove formò la sua intera carriera artistica. La cantante La Toya Jackson, sorella del celebre Michael, fu tra le mille persone che presero parte a quest'ultima cerimonia in suo onore.

## Galleria d'immagini

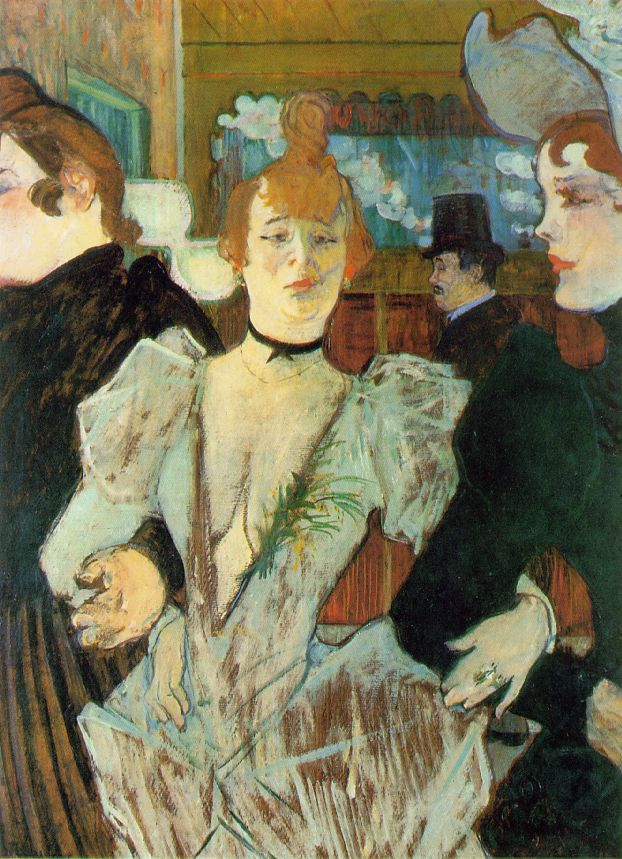
La Goulue entra al Moulin Rouge, Henri de Toulouse-Lautrec, 1892
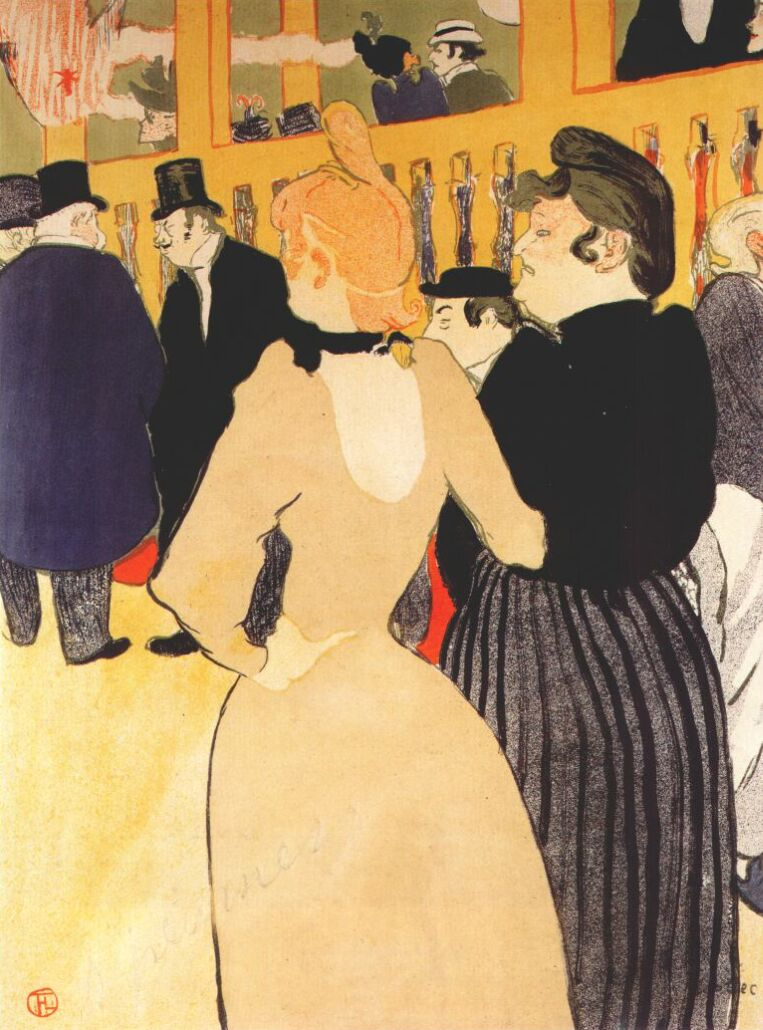
La Goulue e Môme Fromage, Henri de Toulouse-Lautrec, 1892
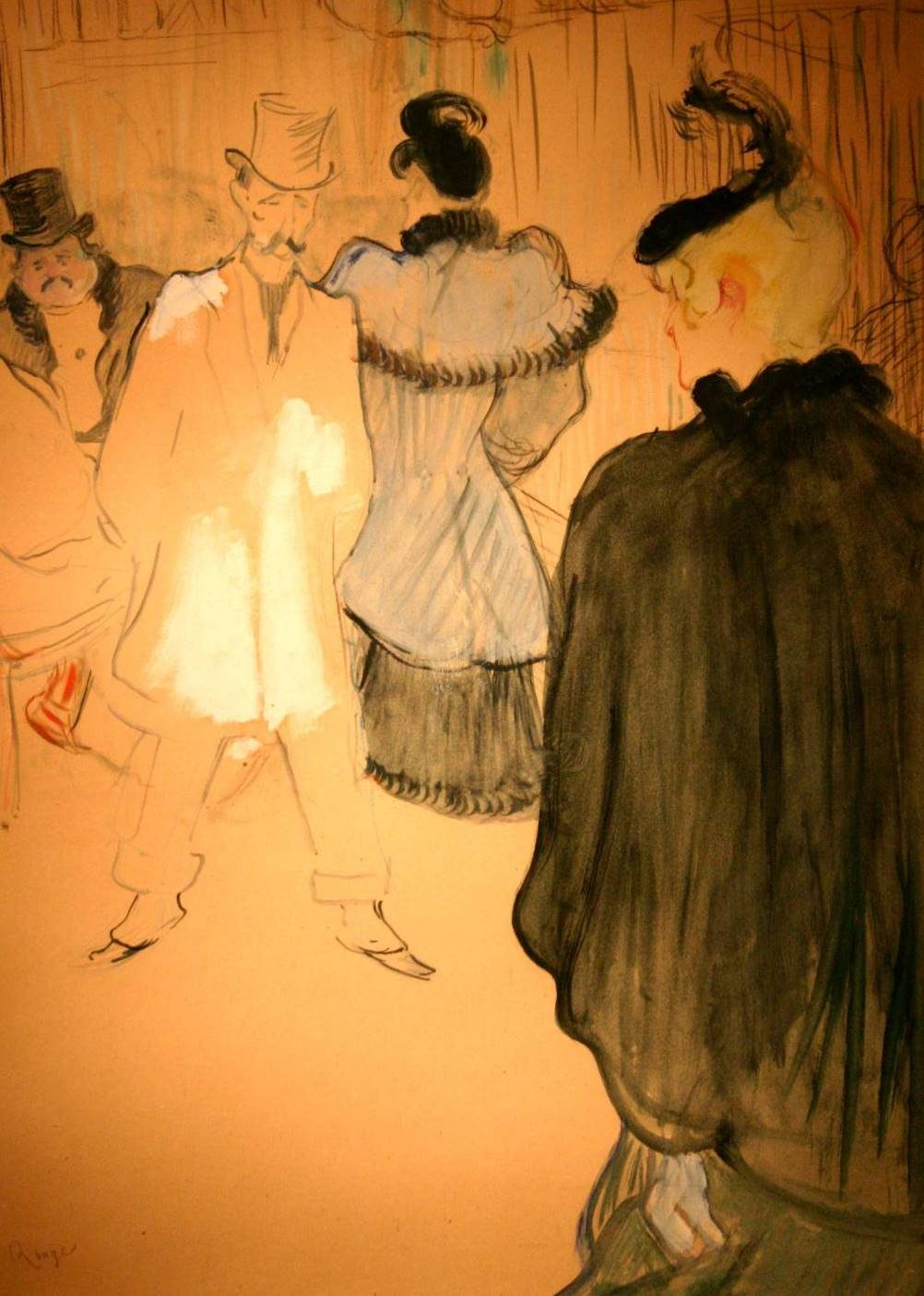
La Goulue e Paul Lescau, Henri de Toulouse-Lautrec, 1894
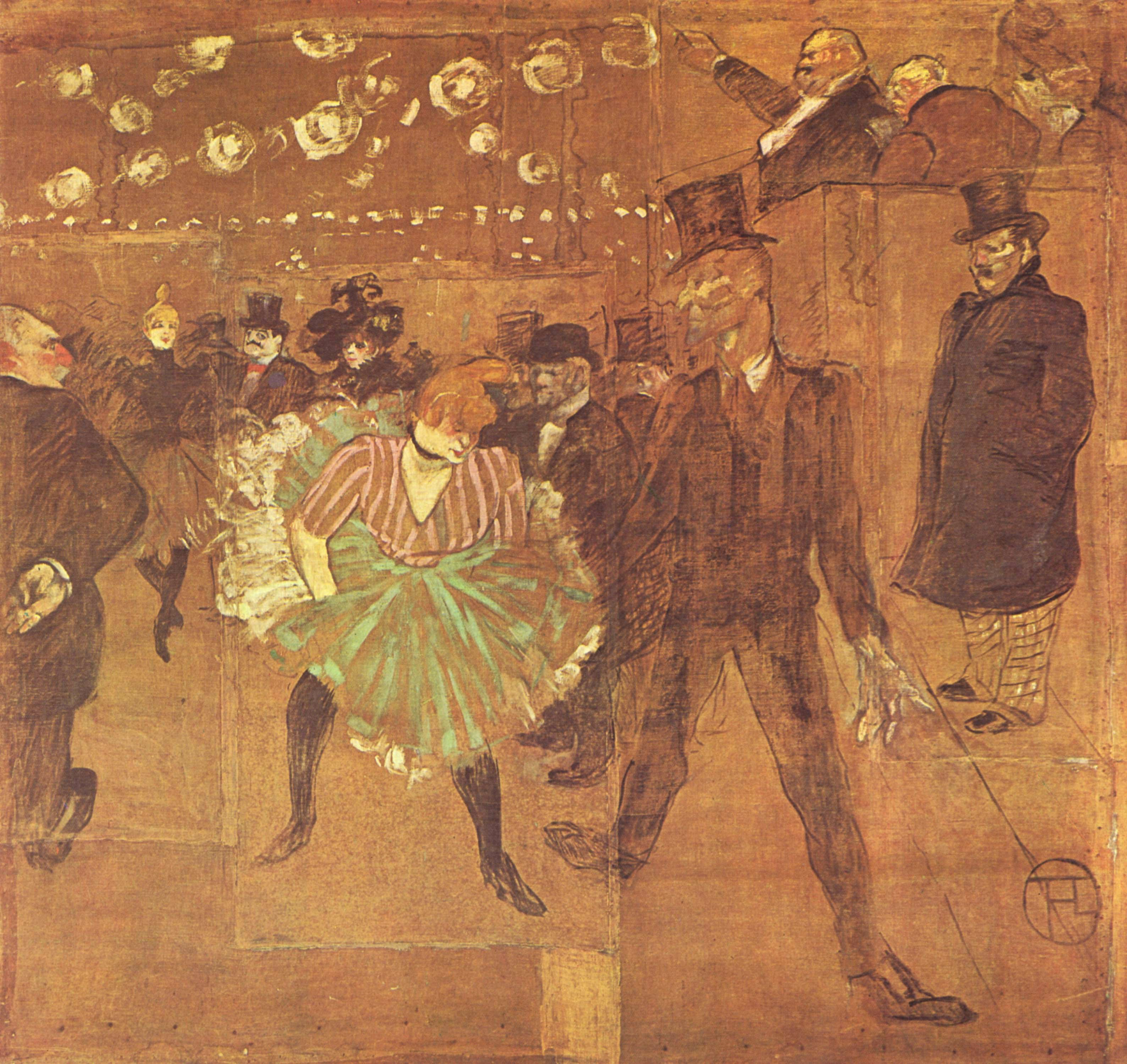
La Goulue e Valentin le désossé, Henri de Toulouse-Lautrec, 1895
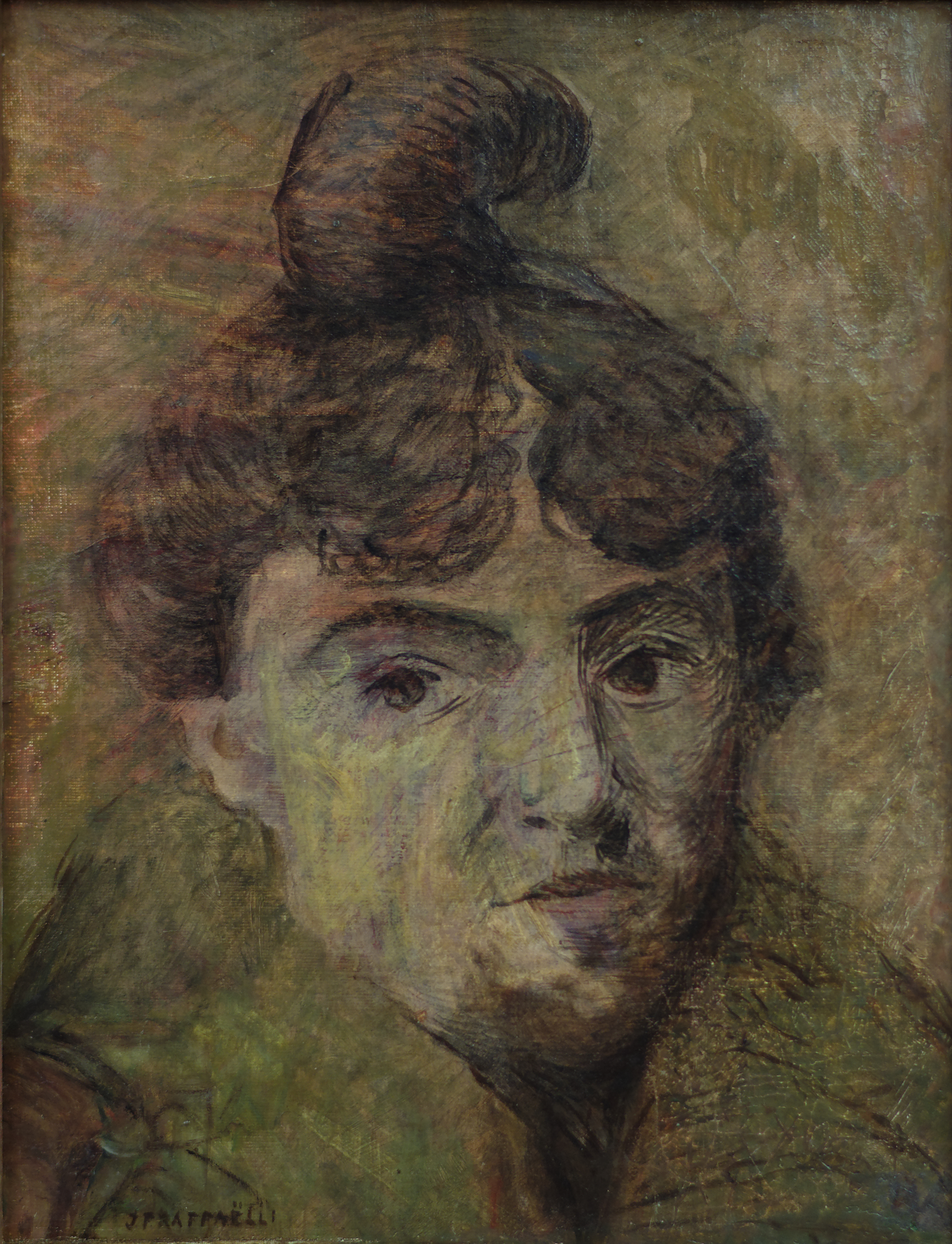
La Goulue, Jean-François Raffaëlli, 1896